# Cyril Carrillo
Cyril Carrillo (Marseille, 1990. szeptember 1. –) francia motorversenyző, jelenleg a MotoGP 125 köbcentiméteres géposztályának tagja.
A sorozatban 2007-ben mutatkozhatott be, szabadkártyásként, ebben az évben egy versenyen indult. A következő évben is szabadkártyásként kezdte, azonban két verseny után már három versenyt teljesíthetett egy Hondával. 2009-ben egy versenyen vett részt, azon kiesett.